# Ronnie Spector
Veronica Yvette Bennett (Manhattan, Nueva York; 10 de agosto de 1943-Danbury, Connecticut; 12 de enero de 2022), más conocida por su nombre artístico Ronnie Spector, fue una cantante estadounidense, vocalista principal del girl group The Ronettes y exesposa del productor discográfico Phil Spector. Con su banda, logró numerosos éxitos musicales a principios de los años 1960. Fue conocida como «la chica mala del rock and roll».

## Inicios
Nacida el 10 de agosto de 1943 como Veronica Yvette Bennett en Harlem del Este, Manhattan, Nueva York, de madre afroamericana y padre irlandés. Su hermana Estelle Bennett (1941–2009), su prima Nedra Talley y ella fueron animadas a cantar por su familia. Las tres formaron parte del grupo Darling Sisters, conocidas más tarde como Ronettes.

## Carrera

### The Ronettes

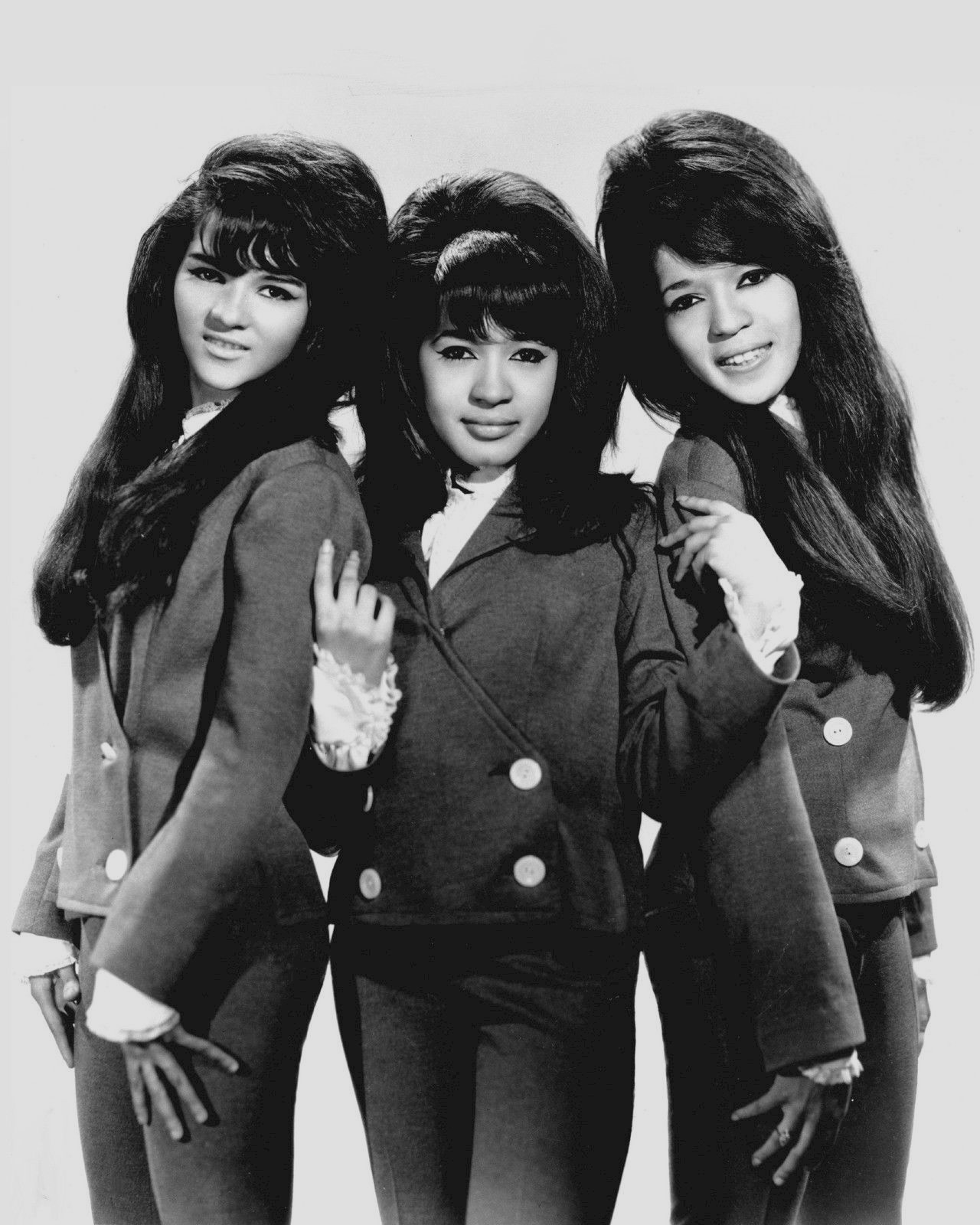
The Ronettes, 1966.

The Ronettes fueron en sus inicios, a principios de los 60, muy populares por sus actuaciones en vivo en el área de Nueva York. Firmaron su primer contrato discográfico con Colpix Records con la producción de Stu Phillips. 
Tras publicar algunos sencillos con Colpix sin demasiado éxito, firmaron un nuevo contrato con el productor Phil Spector y su discográfica Philles Records. Su relación con Spector produjo los éxitos esperados, con temas como "Be My Baby", "Baby, I Love You", "The Best Part of Breakin' Up", "Do I Love You?" y "Walking in the Rain". El grupo tuvo dos sencillos en el top 100 en 1965: "Born to Be Together" y "Is This What I Get for Loving You?". Se separaron en 1967, al finalizar una gira de conciertos por Europa. The Ronettes se volvieron a reunir de nuevo cuarenta años más tarde, al ser incluidas en el Salón de la Fama del Rock and Roll en 2007.

### Carrera en solitario
En febrero de 1971, mientras Phil Spector ejercía de jefe de A&R para Apple Records, Ronnie grabó el sencillo "Try Some, Buy Some/Tandoori Chicken" en los Abbey Road Studios. La cara A del sencillo fue escrita por George Harrison, y producida por Phil Spector. Aunque el tema no fue un gran éxito, dos años más tarde Harrison grabó su propia versión que incluyó en su exitoso álbum Living in the Material World. "Try Some, Buy Some" influyó también en la grabación del tema de John Lennon, "Happy Xmas (War Is Over)", producido por Phil Spector y que incluyó el solo de mandolina creado como Wall of Sound para el sencillo de Ronnie. A Lennon también le gustó el tema rockabilly que aparece en la cara B del sencillo y lo interpretó en su fiesta de cumpleaños en octubre de 1971 (la grabación fue publicada como bootleg). Ronnie Spector grabó también otros temas de George Harrison en la misma sesión de grabación, incluyendo "You" y "When Every Song Is Sung", que nunca llegaron a ser publicadas.
A principios de los 70, Ronnie Spector refundó brevemente the Ronettes (como Ronnie Spector and the Ronettes) con dos nuevas miembros (Chip Fields Hurd, madre de la actriz Kim Fields, y Diane Linton). 
En 1976, Ronnie cantó a dúo con Southside Johnny el tema "You Mean So Much To Me", compuesto por Bruce Springsteen y producido por Steven Van Zandt de la E Street Band. El tema se incluyó en el álbum debut de Southside Johnny & the Asbury Jukes,  I Don't Want to Go Home. 
Ronnie grabó su primer álbum en solitario en 1980,  producido por Genya Ravan, como preludio de su trabajo con Joey Ramone a finales de los 90.
En 1986, Spector colaboró con Eddie Money como vocalista en el tema "Take Me Home Tonight", que alcanzó el número 5 en las listas de éxitos. El videoclip de la canción fue uno de los más populares de aquel año, con una amplia difusión a través de la MTV. Durante este periodo, también grabó el tema "Tonight You're Mine, Baby" (para la película Just One of the Guys). 
En 1988, Spector actuó en la Ronnie Spector's Christmas Party, en el B.B. King Blues Club & Grill de Nueva York. En 1999, publicó el álbum, She Talks to Rainbows, con versiones de viejos temas. Joey Ramone actuó como productor y la acompañó durante la promoción del disco.

### Últimos años

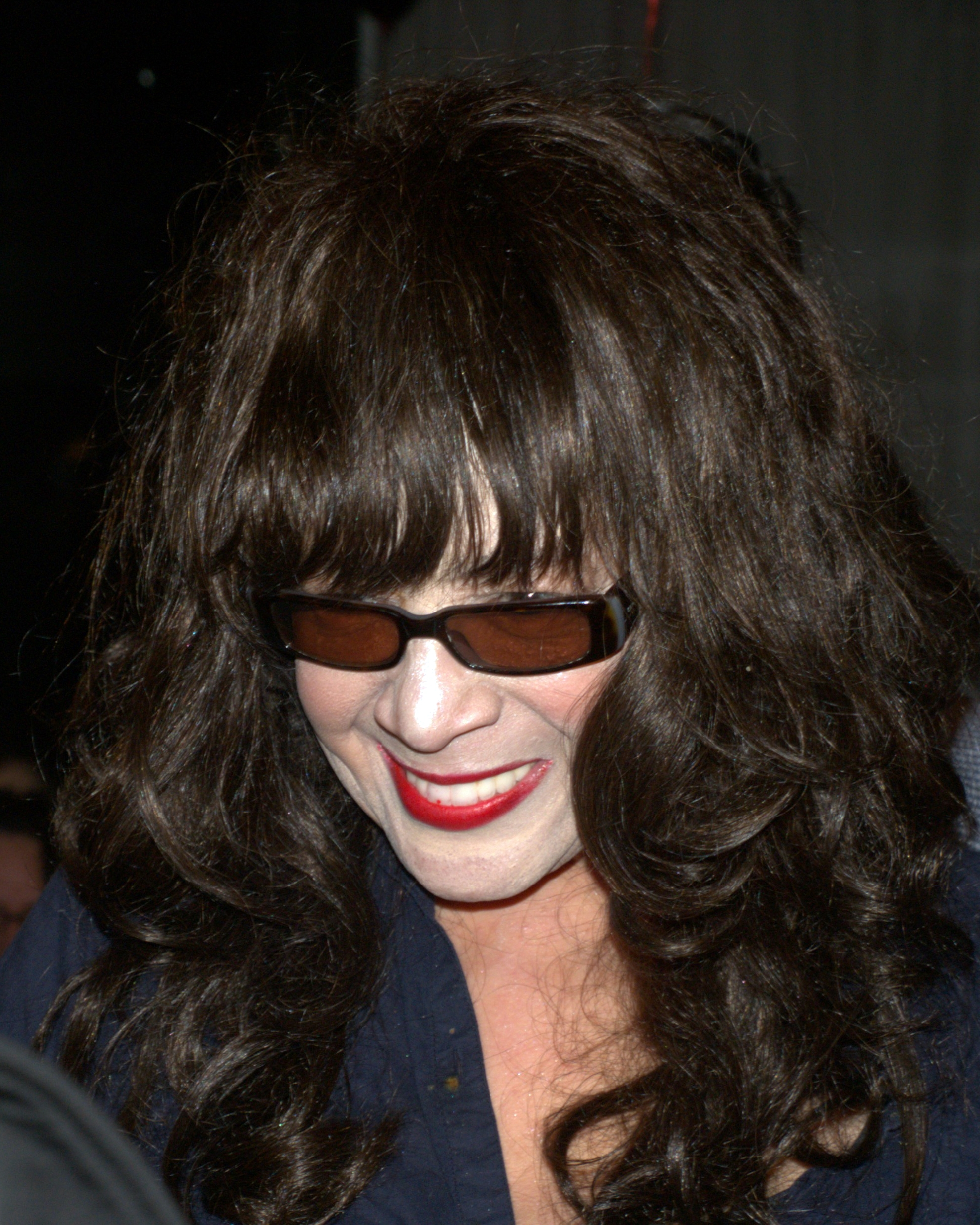
Spector, 2010.

En 2007, Spector y las Ronettes fueron incluidas como grupo vocal en el Salón de la Fama del Rock and Roll. 
En 2005, Spector prestó su voz para el tema "Ode to LA", de la banda The Raveonettes incluido en el álbum Pretty in Black. En 2009 publicó el álbum Last of the Rock Stars, que contó con las colaboraciones de The Raconteurs, Nick Zinner de Yeah Yeah Yeahs, The Raveonettes, Patti Smith, y Keith Richards. En noviembre de 2010 publicó el álbum navideño, Ronnie Spector's Best Christmas Ever.
En 2011, tras la muerte de Amy Winehouse, Ronnie Spector publicó una versión del tema de Winehouse, "Back to Black" cuyos beneficios donó a los centros de rehabilitación Daytop Village.
En 2016, publicó English Heart, su primer álbum con material nuevo en una década. El disco incluye versiones de canciones de la British Invasion, con temas de the Beatles, Rolling Stones, Yardbirds o Bee Gees entre otros. Fue producido por Scott Jacoby. English Heart alcanzó el puesto número 6 en el Billboard Top Heatseekers chart.
Murió el 12 de enero de 2022 a los 78 años de edad a causa de cáncer.

## Vida personal
Ronnie Spector estuvo casada con Phil Spector entre 1968 y 1972, de quien tomó el nombre artístico. Adoptaron tres niños, Donté, Louis y Gary Phillip. Ronnie Spector vivía en Danbury, Connecticut con su segundo marido, Jonathan Greenfield (con quien se casó en 1982), y con el que tuvo dos hijos, Austin Drew y Jason Charles.

## Discografía

### The Ronettes
- The Ronettes Featuring Veronica, 1961
- Presenting the Fabulous Ronettes Featuring Veronica, 1965
- The Ronettes Greatest Hits – Volume 1, 1981
- The Ronettes Greatest Hits – Volume 2, 1981
- The Best of The Ronettes, 1992

### Solo
- Siren, 1980
- Unfinished Business, 1987
- She Talks to Rainbows EP, 1999
- Something's Gonna Happen, 2003
- Last of the Rock Stars, 2006
- English Heart, 2016